# Acanthospermum glabratum
Acanthospermum glabratum là một loài thực vật có hoa trong họ Cúc. Loài này được (DC.) Wild mô tả khoa học đầu tiên năm 1967.